# ماري رايت سيويل
ماري رايت سيويل (بالإنجليزية: Mary Wright Sewell)‏ (6 أبريل 1797 في المملكة المتحدة - 10 يونيو 1884)؛ كاتِبة مُتخصِّصة في أدب الأطفال وشاعرة بريطانية.

## أعمالها
- أطفال سمربروك: مشاهد من حياة القرية، موصوفة في آية بسيطة، 1850
- رعاية أبينا: أغنية، 1857
- أغانٍ منزلية لموقد الرجل العامل، 1858
- «أخيك المسكين»: رسائل إلى صديق عن مساعدة الفقراء، 1860
- آخر كلمات الأم: أغنية، 1865
- قصائد للأطفال: بما في ذلك «آخر كلمات الأم»، و «رعاية أبينا»، 1867
- نداء إلى النساء الإنجليزيات، 1870